# Armstrong Whitworth AW.23
Armstrong Whitworth AW.23 là một mẫu thử máy bay ném bom/vận tải, do hãng Armstrong Whitworth Aircraft chế tạo theo yêu cầu của bộ không quân Anh.

## Quốc gia sử dụng
Anh Quốc
- Flight Refuelling Ltd
- Không quân Hoàng gia

## Tính năng kỹ chiến thuật (AW.23)
Dữ liệu lấy từ The British Bomber since 1914
Đặc điểm tổng quát
- Kíp lái: 4
- Sức chứa: 24 lính
- Chiều dài: 80 ft 9 in (24,62 m)
- Sải cánh: 88 ft 0 in (26,83 m)
- Chiều cao: 19 ft 6 in (5,95 m)
- Diện tích cánh: 1.308 ft² (122 m²)
- Trọng lượng có tải: 24.100 lb (11.000 kg)
- Động cơ: 2 × Armstrong Siddeley Tiger VI, 810 hp (604 kW)  mỗi chiếc

 Hiệu suất bay 
- Vận tốc cực đại: 140 kn (162 mph, 261 km/h) (TAS) trên độ cao 6.500 ft
- Tầm bay: 690 nmi (790 mi, 1.270 km)
- Trần bay: 18.100 ft (5.520 m)
- Tải trên cánh: 18,4 lb/ft² (90,2 kg/m²)
- Công suất/trọng lượng: 0,0672 hp/lb (0,11 W/kg)
- Lên độ cao 10.000 ft (3048m): 10 phút 50 giây

Trang bị vũ khí

- Súng: Súng máy
- Bom: 2.000 lb (907 kg) bom.